# 胡文瑞 (油气田勘探开发专家)
胡文瑞（1950年—），甘肃平凉人，中国油田气田勘探开发专家。毕业于大庆石油学院，后任中国石油天然气股份有限公司高管。2011年当选为中国工程院院士。